# Liste bekannter Personen der Luftfahrt
Die Liste bekannter Personen der Luftfahrt enthält Personen, die besondere Leistungen im Bereich der Luftfahrt erbracht haben. Sie ist nach Geburts- und Todesjahr sortiert, für die zeitliche Reihenfolge luftfahrtrelevanter Ereignisse siehe Chronologie der Luftfahrt.

## Frühe Pioniere der Luftfahrt

### Pioniere der Luftfahrt mit Flugzeugen
- Abbas ibn Firnas (810–887/888), arabischer Gelehrter, flog angeblich mit Hängegleiter von einem Berg bei Córdoba
- Eilmer von Malmesbury (um 1100), englischer Mönch, unternahm angeblich einen Gleitflug von 200 Metern
- Giambattista Danti (1496), italienischer Mathematiker, flog angeblich von einem Turm bei Perugia
- Lâgari Hasan Çelebi (um 1600–1700), osmanischer Gelehrter, angeblich erster bemannter Raketenflug
- Hezarfen Ahmed Çelebi (1609–1640), osmanischer Polyhistor, angeblich erster Segelflug über dem Bosporus (ca. 3 Kilometer)
- Salomon Idler (1610–1669), deutscher Schuster, Flugversuch mit Flügeln an den Armen, stürzte dabei auf eine Brücke
- Fra Cyprian (1724–1775), Mönch im Kloster Lechnica und Naturwissenschaftler, konstruierte angeblich einen Flugapparat und unternahm damit Flugversuche
- Carl Friedrich Meerwein (1737–1810), Autor eines Buches (1784) über das Fliegen
- Diego Marín Aguilera (1757–1799), angeblich 360 Meter Gleitflug mit einem gefiederten Flugapparat, 1783
- Jakob Degen (1760–1848), erster gesteuerter Freiflug
- Albrecht Ludwig Berblinger (1770–1829), der Schneider von Ulm
- John Stringfellow (1799–1883), dampfgetriebener Dreidecker im Crystal Palace in London, 1868
- Jean Marie Le Bris (1817–1872), Gleiterversuche 1856–1868
- Alexander Fjodorowitsch Moschaiski (1825–1890), russischer Motorflugpionier, erstes Motorflugpatent November 1881, angeblich erster Motorflug mit einer Dampfmaschine 1884 2×20 PS und 1×10 PS
- Octave Chanute (1832–1910), Buch Progress in flying machines 1894, Fliegerlager 1896 zum Vergleich verschiedener Hängegleiter-Konstruktionen, umfangreiche Korrespondenz mit allen wichtigen zeitgenössischen Flugpionieren
- Wilhelm Kress (1836–1913), 1877 erstes frei schwebendes Drachenfliegermodell, Erfinder des Steuerknüppels, kurzer Flug mit einem motorgetriebenen Wasserflugzeug am 1. Oktober 1901 bei Wien, jedoch Havarie
- Lawrence Hargrave (1850–1915), Kastendrachen-Flugversuche 1894
- Hiram Maxim (1840–1916), dampfgetriebenes 3,6 Tonnen schweres Fluggerät von 1894
- Horatio Frederick Phillips (1845–1926), erster Motorflug in England 1907 (Fünfzigdecker)
- Otto Lilienthal (1848–1896), 1889 Buch über Vogelflug, 1891–1896 erfolgreiche Gleitflüge bis 250 Meter Weite
- Hugo Junkers (1859–1935), Flugzeugkonstrukteur
- Samuel Franklin Cody (1867–1913), Flugpionier in England ab 1907
- Léon Levavasseur (1863–1922), Erbauer des ersten Flugzeugmotors 1902 und der Antoinette 1909, die nicht nur Louis Blériot, sondern auch er ab und zu flog.
- E. Lilian Todd (1865–1937), USA 1909, erste Frau, die ein Flugzeug konstruierte
- August Euler (1868–1957), Erbauer der ersten deutschen Motorflugzeuge und Absolvent der ersten amtlich vorgeschriebenen, international gültigen Pilotenprüfung
- Theodor Schauenburg (1885–1917), Inhaber der deutschen Flugzeugführer-Lizenz Nr. 11 (Alter Adler), kam 1917 bei Looping-Versuchen mit einem AEG-Flugzeug ums Leben
- Gago Coutinho (1869–1959), zusammen mit seinem portugiesischen Landsmann Sacadura Cabral (1881–1924) flog er 1922 als Erster die Südatlantikroute von Lissabon nach Rio de Janeiro
- Guido Dinelli (1869–?), 1904 Gleitflüge über 590 Fuß
- Orville Wright (1871–1948) und Wilbur Wright (Brüder Wright), erste voll steuerbare Gleit-, dann Motorflüge 1903 in North Carolina (USA), Kooperationen in Europa, später Flugzeugwerke in USA
- Jacob Christian Hansen Ellehammer (1871–1946), dänischer Flugpionier 1906
- Louis Blériot (1872–1936), überflog als erster Mensch den Ärmelkanal
- Traian Vuia (1872–1950), rumänischer Flugpionier, flog bereits 1906
- Karl Jatho (1873–1933), deutscher Flugpionier, Fliegerschule und „Hannoversche Flugzeugwerke“
- Wilhelm Heinrich Focke (1878–1974), deutscher Flugpionier, flog 1909 mit der von ihm erfundenen „Ente“ Ende September 1909 auf dem Bornstedter Feld bei Potsdam
- Thérèse Peltier (1873–1926), Passagierin im ersten Passagierflug der Welt und damit die erste Frau, die in einem Flugzeug in die Luft ging
- Alberto Santos Dumont (1873–1932), brasilianischer Motorflugpionier, erster öffentlicher und beglaubigter Motorflug „Bird of Prey“ 1906 und erster Flug mit einem Sportmotorflugzeug 1909 mit der „Demoiselle“, die dann später in den USA und in Europa mehrfach kopiert wurde
- Gustav Weißkopf (1874–1927), Bayern/USA, behauptete Motorflüge ab 1901
- Thomas Wesley Benoist (1874–1917), Flugbootpionier, Gründer der ersten Fluglinie Saint Petersburg–Tampa 1914
- Marie Marvingt (1875–1963), „Fliegende Krankenschwester“, erfand die medizinische Versorgung aus der Luft
- Jorge Newbery (1875–1914), argentinischer Flugpionier
- Harriet Quimby (1875–1912), überflog als erste Frau den Ärmelkanal in einem Flugzeug
- Sergei Issajewitsch Utotschkin (1876–1916), russischer Flugpionier
- Hélène Dutrieu (1877–1961), „das Falkenmädchen“ Mitglied der Pariser Luftwache im Ersten Weltkrieg
- Alliott Verdon Roe (1877–1958), Patent auf eine Flugzeugsteuerung
- Richard Pearse (1877–1953), neuseeländischer Flugpionier (1903)
- Carl Oskar Ursinus (1878–1952), Zivilingenieur, Herausgeber von Luftfahrtzeitschriften und einer der Väter der deutschen Segelflugbewegung („Rhönvater“)
- Matilde Moisant (1878–1964), zweite Frau der USA mit Pilotenschein, Freundin von Harriet Quimby
- Glenn Curtiss (1878–1930), erster Großserienhersteller von Flugzeugen
- Henri Dufaux (1879–1980), Schweizer Flugpionier, der zusammen mit seinem Bruder Armand den Tiltrotor und einen Hubschrauber erfunden sowie die Dufaux 4 und Dufaux 5 konstruiert hat
- Hans Schmid, (1879–1911), Schweizer Flugpionier
- Hans Grade (1879–1946), führte am 2. November 1908 den ersten deutschen Motorflug durch
- José Luis Sánchez Besa (1879–1955), chilenischer Flugbootpionier
- Robert Esnault-Pelterie (1881–1957), französischer Flugpionier ab 1907
- Henri Fabre (1882–1984), Erbauer des ersten flugfähigen Wasserflugzeugs 1910, des Fabre Hydravion
- Otto Hermann Fritzsche (1882–1908), Konstrukteur des ersten deutschen Marineflugzeugs
- Thomas E. Selfridge (1882–1908), erstes Todesopfer der motorisierten Luftfahrt
- Albin Longren (1882–1950), erster Pilot und Flugzeugbauer in Kansas
- Hubert Latham (1883–1912), Luftfahrtpionier und Entwickler der Antoinette-Flugzeugserie ab 1908
- Armand Dufaux (1883–1941), Schweizer Flugzeugkonstrukteur und Flugpionier, der mit der gemeinsam mit seinem Bruder Henri konstruierten Dufaux 4 am 28. August 1910 den Genfersee der Länge nach überflog und damit Blériots Weltrekord übertraf
- Dmitri Pawlowitsch Grigorowitsch (1883–1938), russischer Flugzeugkonstrukteur
- Claude Dornier (1884–1969), Flugzeugkonstrukteur
- Colin Defries (1884–?), ein Brite, dem am 9. Dezember 1909 der erste Motorflug in Australien gelang
- Robert Thelen (1884–1968), deutscher Ingenieur, Alter Adler, Jagdflugzeug-Konstrukteur im Ersten Weltkrieg und Testpilot
- Simon Brunnhuber (1884–1936), 1910 erster Fluglehrer an der ersten deutschen Militärfliegerschule Döberitz
- Eduard Nittner (1885–1913), österreichischer Flugpionier
- Rudolph William Schroeder (1885–1952), US-amerikanischer Pilot: 1920 erster Motorflug in über 10.000 m Höhe
- Raymonde de Laroche (1882–1919), erste Frau der Welt, die einen Pilotenschein machte
- Gunther Plüschow (1886–1931), überflog als Erster unter anderem die Darwin-Kordillere, das Kap Hoorn und die Torres del Paine.
- Chariton Nikanorowitsch Slaworossow (1886–1941), russisch-sowjetischer Flugpionier
- Peter Supf (1886–1961), Flieger und Autor von Gedichten und Sachbüchern über das Fliegen
- Melli Beese-Bouthard (1886–1925), erste Frau, die in Deutschland die Pilotenprüfung ablegte, Konstrukteurin
- Johan Hilgers (1886–1945), erster Niederländer, der in den Niederlanden einen Flug absolvierte
- John Alexander Douglas McCurdy (1886–1961), kanadischer Flugpionier 1909
- Eugene Burton Ely (1886–1911), landete und startete als Erster auf einem provisorischen Flugzeugträger (1910/11)
- Giovanni Battista Caproni (1886–1957), italienischer Luftfahrtpionier
- Jorge Chávez (1887–1910), französisch-peruanischer Flieger, dem 1910 die erste Alpenüberquerung gelang
- Ruth Law (1887–1970), flog als erste Frau einen Looping, ihr sind auch viele Verbesserungen im Flugzeugbau zu verdanken: Zusatztanks, Rollkarten, Benzinleitungen aus Gummi, …
- Silvio Pettirossi (1887–1916), paraguayischer Kunstflug-Pilot und Gründer des ersten Aeroclubs in Paraguay
- Ernst Heinkel (1888–1958), konstruierte das erste Raketenflugzeug und das erste Düsenflugzeug der Welt
- Roland Garros (1888–1918), Erfinder des ersten echten Jagdflugzeuges
- Richard Evelyn Byrd (1888–1957), wurde 1926 durch seinen Flug zum Nordpol bekannt
- Hermann Köhl (1888–1938), Pilot des ersten Ost-West-Flugs über den Nordatlantik in der „Bremen“ 1928
- Tryggve Gran (1888–1980), überquerte als erster Motorflieger allein die Nordsee (1914)
- Fjodor Fjodorowitsch Tereschtschenko (1888–1950), russisch-französischer Luftfahrtpionier
- Igor Sikorsky (1889–1972), Entwickler des modernen Hubschraubers
- Albert Plesman (1889–1953), gilt durch die Ausrichtung der Ausstellung ELTA und die Gründung der KLM als Vater der niederländischen Zivilluftfahrt
- Blanche Stuart Scott (1889–1970), erste Amerikanerin, die alleine „abhob“
- Lucien Bossoutrot (1890–1958), französischer Luftfahrtpionier, 1934 erster kommerzieller Flug Dakar-Natal über den Südatlantik
- Freddy van Riemsdijk (1890–1955), erster Niederländer mit Fluglizenz
- Walter Rieseler (1890–1937), entwickelte Sportflugzeuge und Hubschrauber, darauf mehrere Patente
- Edward Vernon Rickenbacker (1890–1973), bekannter amerikanischer Pilot des Ersten und des Zweiten Weltkrieges
- Oskar Bider (1891–1919), gelang 1913 die erste Alpenüberquerung
- Gustav Schulze (Pilot) (1891–1932) Flugpionier, konstruierte in Burg bei Magdeburg zwischen 1911 und 1914 eigene Flugzeuge
- Gerhard Sedlmayr (1891–1952), erster deutscher Rekord im Dauerflug 1913[1]
- Katherine Stinson (1891–1977), Kunstfliegerin: erste Himmelsschreiberin, erster Mehrfachlooping einer Frau, erste Besitzerin einer Flugschule, erster Nacht-Alleinflug einer Frau
- Manfred von Richthofen (1892–1918), genannt „der rote Baron“, war der nach Anzahl seiner offiziell anerkannten Abschüsse erfolgreichste und bekannteste Pilot des Ersten Weltkrieges
- Bert Hinkler (1892–1933), erster Soloflug zwischen England und Australien, erster Soloflug über den Südatlantik
- Johann Widmer (Giovanni Widmer) (1892–1971), österreichischer Luftfahrtpionier
- Dieudonné Costes (1892–1973), französischer Pilot, 1927 mit Joseph Le Brix erster Nonstop-Flug über den Südatlantik
- Lawrence Sperry (1892–1923), Instrumentierung, Autopilot
- Ehrenfried Günther Freiherr von Hünefeld (1892–1929), Initiator des ersten Ost-West-Flugs über den Nordatlantik in der „Bremen“ 1928
- Georg Jüterbock (1892–1940), deutscher Flugpionier, erster sogenannter Luftmillionär der Firma Junkers, richtete zahlreiche Flugstrecken im Ausland ein und stellte einige Weltrekorde auf
- Bessie Coleman (1892–1926), erste afro-amerikanische Pilotin
- Clarence Duncan Chamberlin (1893–1976), US-amerikanischer Flieger, der im Juni 1927 den Atlantik überquerte und dabei den Passagier Charles A. Levine befördert hat
- Bruno Langer (1893–1914), deutscher Pilot, Flugpionier und 1. Deutscher Weltrekordhalter im Dauerfliegen
- Adolf Schaedler (1893–1983), Schweizer Flugpionier, Flugzeugkonstrukteur und Pilot, überflog als Erster am 3. Mai 1918 den Berg Jungfrau
- Richard Wagner (1893–1935), deutscher Wasserflugzeugpionier mit einigen Weltrekorden
- Gustav Tweer (1893–1916) war der erste deutsche Sturz- und Schleifenflieger 1893–1916
- Dagoberto Godoy (1893–1960), überflog als Erster die Anden 1918
- Walter Mittelholzer (1894–1937), Fotograf, Autor, erster Überflug des Kilimandscharos
- Robert Ackermann (1894–1963), Schweizer Pilot, Flugpionier, Brigadier
- Alexander Lippisch (1894–1976), deutscher Flugzeugkonstrukteur, Wegbereiter der schwanzlosen Flugzeuge, der Raketenflugzeuge und des Leistungssegelflugzeugbaus
- Clyde Pangborn (1895–1958), US-amerikanischer Flugpionier, überquerte als Erster (zusammen mit Hugh Harndon) 1931 nonstop den Pazifik von Misawa in Japan nach Wenatchee in Washington
- Georg Wulf (1895–1927), deutscher Flugpionier und Flugzeugbauer, Gründer der Focke-Wulf-Flugzeugbau AG
- Eugen Arns (1895–1966), erwarb mit 17 Jahren die Fluglizenz und gilt als jüngster deutscher Pilot in den frühen Jahren der Luftfahrt
- Gerhard Fieseler (1896–1987), Gründer der Gerhard-Fieseler-Werke
- Marjorie Stinson (1896–1975), erste Luftpostpilotin, Schwester von Katherine Stinson
- Amelia Earhart (1897–1937), erste Frau, die den Atlantik überflog
- Sir Charles Kingsford Smith (1897–1935), australischer Flugpionier
- Elsa Andersson (1897–1922), erste schwedische Pilotin
- Arthur Martens (1897–1937), deutscher Ingenieur und Segelflugpionier, der 1922 den ersten Stundenweltrekord im Segelfliegen aufstellte
- Igo Etrich (1897–1967), Nurflügel-Konstrukteur
- Maryse Bastié (1898–1952), brach 8 Weltrekorde
- Willy Messerschmitt (1898–1978), Flugzeugkonstrukteur, konstruierte u. a. die legendäre Bf 109 sowie den ersten Strahljäger Me 262
- Boris Grigorjewitsch Tschuchnowski (1898–1975) überflog als erster russisch-sowjetischer Pilot die Arktis
- Maurice Wilson (1898–1934) flog mit einem offenen Doppeldecker von England nach Indien
- Bernt Balchen (1899–1973) überquerte als erster Pilot den Nord- und Südpol
- Joseph Le Brix (1899–1931), französischer Pilot, 1927 mit Dieudonné Costes erster Nonstop-Flug über den Südatlantik
- Thea Rasche (1899–1971), deutsche Kunstfliegerin und Journalistin

### Pioniere des Fallschirmsprungs
- André-Jacques Garnerin (1769–1823), erster Fallschirmspringer
- Jeanne Labrosse (1775–1847), erste Fallschirmspringerin der Welt (zudem erste Solo-Ballonfahrerin)
- Elise Garnerin (ca. 1791–1853), erste Profi-Fallschirmspringerin der Welt
- Käthe Paulus (1868–1935), erste deutsche Fallschirmspringerin, Erfinderin des zusammenlegbaren Fallschirms (zudem erste deutsche Profi-Ballonfahrerin)
- Dolly Shepherd (1886–1983), Fallschirmspringerin
- Hans Seehase (1887–1974), konstruierte und entwickelte einen Drachenfallschirm, den er am 23. April 1923 auf dem Tempelhofer Feld in Berlin erprobte.
- Marie Triebner, deutsche Fallschirmspringerin

### Pioniere der Ballon- und Luftschifffahrt
- Francesco Lana Terzi (1631–1687), Erfinder eines Luftschiffes, das allerdings nie gebaut wurde
- Joseph Michel und Jacques Étienne Montgolfier (1740–1810 bzw. 1745–1799), Erfinder des Heißluftballons, der Montgolfière
- Elisabeth Thible, erste Frau, die in einer Montgolfière aufstieg und damit erste Frau, die einen Flug unternahm
- Jacques Charles (1746–1823), französischer Physiker und Ballonfahrer, entwickelte und fuhr den ersten Gasballon
- Jean-Pierre Blanchard (1753–1809), erster professioneller Ballonfahrer
- Pilâtre de Rozier (1754–1785), erster Mensch, der einen  Ballonflug unternahm, erfand die Kombination von Heißluft- und Gasballon, die Rozière
- Friedrich Wilhelm Jungius (1771–1819), erster deutscher Ballonfahrer
- Madeleine Sophie Armant (1778–1819), Ballonfahrerin
- Wilhelmine Reichard (1788–1848) – erste deutsche Heißluftballonfahrerin
- John Wise (1808–1879), US-amerikanischer Ballonfahrer, Erfinder der Reißbahn, erste Beförderung von Luftpost
- Henri Giffard (1825–1882), erste Luftschifffahrt 1852 (Antrieb: Dampfmaschine)
- Paul Haenlein (1835–1905), entwickelte das erste Luftschiff mit Verbrennungsmotor, Aufstieg 1872
- Georg Baumgarten (1837–1884), von 1878 bis 1882 Patentierung, Bau und Erprobung von Luftschiffen mit Federkraft- und mit Muskelkraft-Antrieb
- Ferdinand Graf von Zeppelin (1838–1917), der wohl bekannteste Zeppelin-Luftschiffer
- Charles Renard (1847–1905), erste Luftschifffahrt zum Startpunkt zurück am 9. August 1884 mit der La France
- David Schwarz (1850–1897), entwickelte das erste Starrluftschiff 1897 (mit Aluminium-Hülle)
- Friedrich Hermann Wölfert (1850–1897), führte die Arbeit von Georg Baumgarten weiter, erster Einsatz eines Benzinmotors (Daimler) in einem Luftfahrzeug
- Eduard Spelterini (1852–1931), Schweizer Luftfahrtpionier, 570 Ballonfahrten in 43 Jahren
- Walter Wellman (1858–1934), US-amerikanischer Luftschiffpionier
- Arthur Berson (1859–1942), deutscher Meteorologe und Ballonfahrer, hatte den Höhenweltrekord sowie den deutschen Strecken- und Dauerrekord für den Freiballon inne
- Hans Groß (1860–1924), deutscher Luftschiffpionier, siehe Groß-Basenach
- Hans Bartsch von Sigsfeld (1861–1902), entwickelte mit Parseval den Drachenballon sowie Luftschiffe
- August von Parseval (1861–1942), deutscher Luftschiffpionier
- Hugo Eckener (1868–1954), prägte Zeppelin und hält mit LZ 127 immer noch zwei FAI-Weltrekorde
- Alberto Santos-Dumont (1873–1932), brasilianischer Luftschiffer in Paris, erster Rundflug mit einem Luftschiff 1899 – für einen weiteren Flug gab es den Deutsch-Preis 1901, erstes mobiles Luftschiff 1903
- Johann Schütte (1873–1940), deutscher Luftschiffpionier, siehe Schütte-Lanz
- Oskar Erbslöh (1879–1910), deutscher Luftschiffpionier mit der Erbslöh, Gewinner des Gordon-Bennett-Cups 1907
- Umberto Nobile (1885–1978), italienischer Luftschiffpionier, erste Polüberquerung mit einem Luftschiff 1926
- Melvin Vaniman (1866–1912), amerikanischer Luftschiffpionier, 1912 bei seinem zweiten Versuch den Atlantik zu überqueren tödlich verunglückt.

## Pilotinnen um 1914 (mit internationalem Flugpatent)
Deutschland
- Melli Beese (Rumpler-Eindecker, 1. deutsche Pilotin[2])
- Baronin Schenk (Sommer-Zweidecker)
- Charlotte Möhring (Grade-Eindecker, 2. deutsche Pilotin[3])
- Martha Behrbohm (Grade-Eindecker, 3. deutsche Pilotin)[4]

England
- Beauvoir Stocks (Blériot-Eindecker, auch: Cheridah de Beauvoir Stocks, 2. britische Pilotin)
- Mathilde Moisant (Moisant-Blériot-Eindecker, eigentl.: USA, 2. US Pilotin)
- Harriett Quimby Craig (Moisant-Blériot-Eindecker, eigentl.: USA, 1. US Pilotin)
- Winnie Miller (Bréguet-Zweidecker)
- Hewlett (Blériot-Eindecker, auch: Hilda Beatrice Hewlett, 1. britische Pilotin)
- Julia Clark (Curtiss-Zweidecker, 3. Frau der Welt mit Pilotenschein)

Frankreich (s. a. Frauen-Flug-Club „Stella“)
- Baronin de Laroche (Voisin-Zweidecker, 1. Frau der Welt mit Pilotenschein)
- Hélène Dutrieu (H. Farman-Zweidecker, eigentl.: Belgien)
- Jane Herveux (Blériot-Eindecker, auch: Jeanne Aline Herveux)
- Marie Marvingt (Antoinette-Eindecker)
- Jane Pallier (Astra-Zweidecker)
- Marthe Niel (Köchlin-Eindecker)
- Marie Driancourt (Demoiselle-Eindecker)
- Carmen Damedoz (Sanchez-Besa-Eindecker)

Holland
- Béatrice de Ryk (auch: Beatrix de Rijk, 1. niederländische Pilotin)

Italien
- Rosina Ferrario (Caproni-Eindecker, 1. italienische Pilotin)
- De Plagino (Blériot-Eindecker, eigentl.: Rumänien)

Österreich-Ungarn
- Božena Lagler (Grade-Eindecker, 1. Pilotin Österreichs)
- Lilly Steinschneider (Etrich-Eindecker, 2. Pilotin Österreichs)

Russland
- Prinzessin Helene Schakowsky (Blériot-Eindecker)
- Fürstin Eugénie Schakowskoy (Wright-Zweidecker)
- Ljuba Golantschikowa (1889–1959), russisches Fliegerpatent Nr. 56 auf Farman-Zweidecker am 9. Oktober 1911. Nach Lydia Swerewa und Jewdoika Anatra die dritte russische Pilotin mit einer Fluglizenz.
- Fürstin Dolgorowski (Blériot-Eindecker)

Schweiz
- Else Haugk (1. Schweizer Pilotin)

...
Vereinigte Staaten
- Katharina Stinson (Wright-Zweidecker)
- Katharina Wright (Wright-Zweidecker)
- Bernetta Adams Miller (Curtiss-Zweidecker)
- Franke Raisse (Wright-Zweidecker)
- Blanche Scott (Martin-Zweidecker)

## Bekannte Personen der Luftfahrt (nach 1900 geboren)
- Antoine de Saint-Exupéry (1900–1944), Pilot und Schriftsteller
- Jean Mermoz, (1901–1936), Postflieger und Flugpionier auf der Westafrika-, Südatlantik- und Andenroute
- Florence Pancho Barnes (1901–1975), erste amerikanische Stuntpilotin
- Maryse Hilsz (1901–1946), unter anderem Höhenrekord der Frauen 1936 mit 14300 Metern
- Charles Lindbergh (1902–1974), überquerte als erster Motorflieger allein den Atlantik
- Beryl Markham (1902–1986), erste Berufspilotin Afrikas, flog als Erste allein von London über den Atlantik
- Heinz Rühmann (1902–1994), Filmschauspieler, lernte unter anderem bei Ernst Udet fliegen und absolvierte sämtliche Kunstflugszenen in Quax, der Bruchpilot (1941) selbst
- Jirō Horikoshi (1903–1982), japanischer Flugzeugkonstrukteur, entwarf vor und während des Pazifikkriegs die meistgebauten Jagdflugzeuge des japanischen Kaiserreichs, darunter die Mitsubishi A6M.
- Amy Johnson-Mollison (1903–1941), flog als erste Frau von England nach Südamerika
- Melitta Schiller (1903–1945), Ingenieurin an der Deutschen Versuchsanstalt für Luftfahrt (DVL) Berlin-Adlershof, Pilotin der Luft Hansa
- Erich Brammen (1904–1932), erster deutscher Fluglehrer in China
- Koene Dirk Parmentier (1904–1948), gewann 1934 mit einer Douglas DC-2 für die niederländische KLM die Handicap-Wertung des MacRobertson-Luftrennens
- Ellen Church (1904–1965), Pilotin, Krankenschwester und erster weiblicher Flugbegleiter
- Howard Hughes (1905–1976), Gründer der Hughes Flugzeugwerke und Geschwindigkeitsrekordhalter
- Liesel Bach (1905–1992), Kunstflug, deutsche Luftwaffe im Zweiten Weltkrieg
- Jacqueline „Jackie“ Cochran (1906–1980), Multitalent, „die schnellste Frau der Welt“, Pilotin der Women Airforce Service Pilots
- Erich Warsitz (1906–1983), Testpilot, erster Flug eines Jet-Flugzeuges Heinkel He 178 (27. August 1939) und eines Flüssigkeits-Raketenflugzeuges Heinkel He 176 (20. Juni 1939)
- Hans Bertram (1906–1993) war ein deutscher Flugpionier, der auch Bücher über seine Extremflüge veröffentlicht hat
- Anne Morrow Lindbergh (1906–2001), erste Segelfliegerin der USA und Copilotin von Charles Lindbergh
- Marga von Etzdorf (1907–1933), flog in 12 Tagen von Berlin über Moskau nach Tokio
- Margret Fusbahn (1907–2001), Höhenrekord für Leichtflugzeuge, fliegt als erste Frau über die Alpen
- Elly Beinhorn (1907–2007), erste Weltumrundung durch eine Frau 1932
- Hélène Boucher (1908–1934), Geschwindigkeitsweltrekord über 100 km, „Schnellste Frau der Welt“ 1934
- Guy Menzies (1909–1940), australischer Pilot, dem 1931 die erste Soloüberquerung der Tasmansee gelang
- Jean Batten (1909–1982), Rekordfliegerin (hielt den Langstreckenrekord für London–Australien–Neuseeland von 1936 bis 1980)
- Luise Hoffmann (1910–1935), Kunstfliegerin, erste Einfliegerin für ein deutsches Flugzeugwerk
- Therese Elisabetha Schmitt (Röschen Görgen) (1910–1956), Kunstfliegerin
- Heini Dittmar (1911–1960), Segelflugweltmeister- u. -konstrukteur, flog als erster 1000 km/h mit einer Messerschmitt Me 163
- Hanna Reitsch (1912–1979), erster weiblicher Flugkapitän, erste Frau, die einen Hubschrauber flog, erste Frau, die im Segelflug die Alpen überquerte, einzige Frau, die den Raketenjäger Me 163 flog
- Ludwig Hofmann (1912–1979), Weltrekordflieger, Testpilot der ersten Hubschrauber und Düsenjäger der Welt
- Lambert Konschegg (1912–1977), Präsident des Weltverbandes der Fluggesellschaften IATA
- Felix Kracht (1912–2002), Ingenieur, überflog 1937 mit einem selbstkonstruierten Segelflugzeug als erster vollständig die Alpen
- Sabiha Gökçen (1913–2001), erste Majorin der Welt in der Verwendung als Kampfpilotin bei der türkischen Luftwaffe
- Erich Klöckner (1913–2003), Testpilot der Deutschen Forschungsanstalt für Segelflug (DFS), erster Mensch, der mit einem Segelflugzeug an den Rand der Stratosphäre kam (1940)
- Hermann Geiger (1914–1966), Gletscherpilot, rettete über 600 Menschen aus Bergnot, gründete die Schweizerische Rettungsflugwacht
- Nancy Bird-Walton (1915–2009), flog eine Vorläuferorganisation der Air Doctors in Australien
- Jacqueline Auriol (1917–2000), durchbrach als erste Frau die Schallmauer
- Effat Tejaratchi (1917–1999), erste iranische Frau, die 1940 einen Pilotenschein erwarb
- Diana Barnato Walker (1918–2008), erste britische Frau schneller als der Schall
- Beate Uhse (1919–2001), Stuntpilotin, einziges weibliches Flugdouble bei der UFA, Hauptmann der deutschen Luftwaffe im Zweiten Weltkrieg
- Lothar Sieber (1922–1945), Testpilot, führte den ersten bemannten Raketenstart der Geschichte aus (1945)
- Chuck Yeager (1923–2020), Pilot des ersten Überschallflugzeuges
- Geraldine „Jerrie“ Mock (1925–2014), umflog als erste Frau erfolgreich die Welt
- Joseph Kittinger (1928–2022), hielt seit 1960 mehrere Weltrekorde im Bereich Ballonfahrt und Fallschirmsprung
- Dick Rutan (1938–2024), erste nonstop Weltumrundung zusammen mit Jeana Yeager
- Mike Melvill (* 1940), erster Pilot, der mit einer privaten Maschine (SpaceShipOne) das Weltall erreichte
- Jürgen Schumann (1940–1977), Flugkapitän der Deutschen Lufthansa AG, Kommandant der Boeing 737 „Landshut“, von Terroristen in Aden/Jemen ermordet
- Steve Fossett (1944–2007), erste Allein-Nonstop-Weltumrundung in einem Ballon, zahlreiche FAI-Rekorde
- Barbara Allen Rainey (1948–1982), erste Pilotin der US-Streitkräfte
- Richard Branson (* 1950), Milliardär, Pilot, Ballonfahrer und Besitzer der Fluggesellschaft Virgin Air
- Chesley Sullenberger (* 1951), führte 2009 Notwasserung von US-Airways-Flug 1549, ohne dass dabei jemand ums Leben kam
- Jalil Zandi (1951–2001), Fliegerass des Ersten Golfkrieges und der beste F-14-Pilot der Welt
- Rita Maiburg (1952–1977), deutsche Pilotin, erster weiblicher Linienflugkapitän der Welt
- Klaus Ohlmann (* 1952), 3008 km Non-Stop-Streckenflug im Segelflug
- Jeana Yeager (* 1952), erste nonstop Weltumrundung zusammen mit Dick Rutan
- Angelika Machinek (1956–2006), deutsche Meisterin im Segelflug
- Bertrand Piccard (* 1958), erste Non-Stop-Weltumrundung in einem Ballon
- Gérard Guillaumaud (1961–2006), überquert am 16. August 2004 als erster mit einem dieselgetriebenen Flugzeug (DA42 „Twin Star“ von Diamond Aircraft) den Atlantik
- Kara Spears Hultgreen (1965–1994), erste weibliche Kampfpilotin der United States Navy
- Vicky van Meter (1982–2008), angeblich jüngste Pilotin weltweit